# Östergötlands runinskrifter 214
Runinskrift Ög 214 är en runsten som står öster om Västerlösa socken och Linköpings kommun i Östergötland. Stenen finns vid Egeby knekttorp längs vägen mellan Västerlösa och Malmslätt (länsväg 1030) och står där alldeles intill vägkanten.

## Stenen
Stenen ristades på vikingatiden och enligt tradition ska den tidigare ha stått på en annan plats i området. Materialet består av rödaktig granit och runstenen är skadad eftersom toppen är bortslagen. Flera av dess runor är idag svåra att identifiera på den skrovliga ytan och ristningen har inte blivit uppmålad sedan 1982. I translittererad och översatt form lyder inskriften enligt nedan:

## Inskriften
Runsvenska: ulf * risti * stin * [þisi * iftiR *] ufak * f[aþu]r * sin * auk * bru * þisi * k[ari]þi
Nusvenska: Ulv reste denna sten efter Ofeg, sin fader, och gjorde denna bro
Den bro som Ulv ska ha gjort kan ha lett över den bäck som passerar nära platsen.